# Chalu
Das chinesische Buch Chalu (chinesisch 茶錄 / 茶录, Pinyin Chálù – „„Berichte über Tee““) des Kalligraphen und gelehrten Beamten Cai Xiang (1012–1067) ist ein Dokument der chinesischen Teekultur. Es wurde im 12. Jahr (1051) der Huangyou-Ära des Kaisers Renzong (1049–1054) der Nördlichen Song-Dynastie verfasst und umfasst zwei Bände. Zum genauen Erscheinungsdatum gibt es in der Fachliteratur unterschiedliche Angaben.
Ein anderer Name des Verfassers lautete Junmo. Der Verfasser stammt aus Xianyou in der Provinz Fujian. Er war Beamter von Jiànzhōu in Fujian und Regierungsbeamter der Provinz Fujian. Während der Qingli-Ära des Kaisers Renzong (1041–1048) war er als Tee-Kommissar für den Tee-Tribut und seinen Transport zuständig. Er bahnte den Weg für die berühmten großen und kleinen „Drachenkuchen“, das heißt den Tee-Tribut für den Kaiser.

## Inhalt
Seinem Vorwort zufolge werden die Jian’an-Teeprodukte in dem Buch Chajing von Lu Yu nicht erwähnt und im Chatu von Ding Wei werde nur das Pflücken und die Herstellung erörtert. Sein Buch war als Ergänzung zu den in seiner Zeit vorhandenen Tee-Monographien gedacht. Er berichtet darin über die vielen Produkte, die er auf seinen Inspektionsreisen an verschiedenen Orten kennenlernte. Im ersten Band wird über den Tee gesprochen, im zweiten über Tee-Utensilien. Der Tee aus der Provinz Fujian wird sehr ausführlich besprochen.

## Inhaltsübersicht
- Teil I (shangbian 上篇)

- Über Tee (luncha 论茶)

- - Farbe (se 色)
  - Aroma (xiang 香)
  - Geschmack (wei 味)
  - Über die Teelagerung (cangcha 藏茶)
  - Über das Teerösten (zhicha 炙茶)
  - Über das Zerreiben des Tees (niancha 碾茶)
  - Über das Sieben des Tees (luocha 罗茶)
  - Über das Wasserkochen (houtang 候汤)
  - Über das Vorwärmen der Teeschale (xiezhan 熁盏)
  - Über das Aufgießen des Tees (diancha 点茶)

- Teil II (xiabian 下篇)

- Über Tee-Utensilien (lunchaqi 论茶器)

- - Teetrockenofen (chabei 茶焙)
  - Teebehälter (chalong 茶笼)
  - Teehammer (zhenzhui 砧椎)
  - metallene Röstbehältnisse (chaling 茶铃)
  - Teewalze (chanian 茶碾)
  - Teesieb (chaluo 茶罗)
  - Teeschale (chazhan 茶盏)
  - Teelöffel (chachi 茶匙)
  - Teekessel bzw. „Suppen-Tonflasche“ (tangping 汤瓶)

## Weitere Werke des Verfassers und frühe Drucke (Übersicht)
Weitere Werke des Verfassers (und frühe Drucke): Long shou dan ji, Liaoxia xiantan, Feiyan yishi, Meifei zhuan, auch ein Lizhi pu (“Litschi-Handbuch”) stammt von ihm. Seine gesammelten Werke sind später unter dem Titel Cai Zhonghui ji (Gesammelte Werke des Cai Zhonghui) erschienen, Zhonghui war sein posthumer Titel.

## Alte Drucke und moderne Ausgaben
Das Chalu ist neben dem Beichuan xuehai auch in vielen weiteren alten Büchersammlungen enthalten, darunter das Shuofu und das Congshu jicheng chubian.